# 稔台
稔台（みのりだい）は、千葉県松戸市の町名。現行行政地名は稔台一丁目から稔台八丁目と稔台（丁目なし）。郵便番号は270-2231。

## 地理
松戸市南部に位置する。町域内は住宅地となっており、町域北部を京成松戸線が通る。五丁目・六丁目エリアには稔台工業団地が立地している。東は日暮、西と北は松戸新田、南は和名ヶ谷と接している。

## 歴史
稔台の歴史については「『稔台ものがたり』 大井藤一郎編著 稔台連合町会（1995）」が詳しい。

### 沿革
- 1889年（明治22年）4月1日 - 町村制施行に伴い、東葛飾郡明村および八柱村が成立。1920年時は稔台地域のほぼ全域が八柱演習場のあった場所であり、そのほとんどが当時の八柱村に、一部が明村に相当する。
- 1919年（大正8年）11月 - 明村岩瀬の相模台に陸軍工兵学校が開校。場所は現在の松戸中央公園・松戸市立第一中学校・松戸市立相模台小学校・聖徳大学・松戸拘置所・裁判所周辺。このため現在の稔台一帯の原野が陸軍工兵学校の八柱演習場（八柱作業場）となる。
- 1924年（大正13年） - 陸軍工兵学校（現在の松戸市岩瀬）から八柱演習場（現在の松戸市稔台）までの軽便路線が敷設。
- 1932年（昭和7年） - 新坂川の掘削が開始され、坂川を排水、新坂川を用水として機能させる。
- 1933年（昭和8年）4月1日 - 明村が松戸町に編入。
- 1938年（昭和13年）4月1日 - 八柱村が松戸町に編入。
- 1943年（昭和18年）10月1日 - 松戸市が発足する。

#### 戦後
- 1945年（昭和20年）10月3日 - 八柱演習場が、復員軍人で構成された帰農者・入植者に開放され、この地のシンボル的存在だった一本杉の下（現在の稔台公園）で開村の鍬入れ式が行われる。
- 1950年（昭和25年） - 新町名として稔台が成立。
- 1952年（昭和27年） - 日本福音ルーテル稔台教会（1953年宣教開始）の敷地を割譲する。
- 1960年（昭和35年） - 稔台工業団地の造成が始まる。
- 1965年（昭和40年）4月1日 - 松戸市立稔台小学校が開校。

- 2000年（平成12年）4月 - オウム真理教信者が転入し給食センターを操業。住民が決起する。
- 2003年（平成15年）3月 - 住民側とオウム側との協定に則り、すべてのオウム真理教信者が退去する。
- 2003年（平成15年） - 街区公園として「稔台第2公園」が開園。
- 2006年（平成18年）2月 - 町名変更実施。稔台の一部が稔台一丁目・二丁目となる。
- 2006年（平成18年）4月 - 地方自治法が改正され、指定管理者制度により「稔台連合町会」が「稔台市民センター」の指定管理者となる。
- 2007年（平成19年）2月 - 住居表示実施。稔台の一部が稔台三丁目～六丁目となる。
- 2007年（平成19年）5月13日 - 稔台駅前交差点の歩道橋が老朽化、バリアフリー化にともない撤去される。※第1回松戸市景観表彰（平成23年度）松戸景観賞
- 2008年（平成20年）1月26日 - 住居表示実施。稔台の一部が稔台七丁目・八丁目となる。
- 2017年（平成29年）12月27日 - 松戸市立総合医療センターが開院。

### 地名の由来
戦後、GHQは日本の軍国主義復活を恐れ、軍用地を復員兵や引き揚げ者に開放し農地にしようとした。現在の「みのり台駅」の南側には、当時の陸軍工兵学校の八柱演習場（正式名称は八柱作業場）があり、その広さは、現在の「稔台」「和名ヶ谷」「日暮」「松戸新田」にまたがる総面積は約115万平米、35万坪であった。戦後1945年、そこに除隊したばかりの62人が入植し「八柱帰農組合」を作って開拓を始めた。入植者は主に、市川市国府台の第12方面軍・第2砲兵司令部・野戦重砲兵第26連隊(昭和20年2月28日編成、連隊長：田地季朔中佐）、および東部第74部隊からの復員軍人で構成された。当時はササとススキの根が張った広大な原野が広がっており、農業経験者が10人に満たない帰農者たちにとって開拓は苦労の連続であった。そのため、まずは、育てやすく、痩せた土地でも育つサツマイモの栽培で食いつないだ。1946年には入植者の公募で、たくさんの食べ物がみのるように祈りを込めて「稔台（みのりだい）」と命名した。これがこの地の地名の由来である。これにより「八柱帰農組合」は「稔台農事組合」と改めた。
駅前通りの商店街（みのり台一番街商店会）を歩行者天国にして行われる「みのり台ふるさと祭り」は、戦後この地に開拓団が入植し、この地のシンボル的存在だった一本杉の下で稔台開村の鍬入れ式が行われたのが昭和20年10月3日だったことにちなんで10月最初の土曜・日曜に行われ、神輿を担いで大いに賑わう。一本杉は昭和40年代に枯れてしまったが、その場所は現在の「稔台公園」であり、今は新しく植樹された杉と記念碑が立っている。「みのり台ふるさと祭り」の初日は「みのり神社」の神事で始まる。この神社はもとは弁財天をまつった小さな祠だったが、現在では、稔台の人たちの手により小さいながらも立派な神社として手厚く整備されている。

## 史跡

### みのり神社
「みのり神社」の祭神は弁財天にして、その始まりは天文七年（1538年）と言われている。古説によれば「相模台（現在の松戸市岩瀬）合戦」（第一次国府台合戦）の際、里見氏方の一武将が弁財天を勧請し、鬱蒼たる大樹の下、淙々と湧き出る清水のそばに安置して戦勝を祈願した処と伝えられる。当時は、千葉県市川駅北側の真間山（弘法寺）から千葉県松戸駅東側の相模台城（岩瀬城）までを国府台と呼んでいた。住民から古来より敬拝されてきたが、土地の所有者が祭神を移転させるたびに不可解なことが起きたためにこの地に安置することにした。昭和40年10月3日、「みのり神社」と改称し、現在は稔台の守護神社となっており、稔台開拓50年記念碑、公園、自治会館などが併設されている。八柱演習場があった頃までは弁天谷と呼ばれる谷で、杉の根本からは清水が湧き出しており、毎朝指揮官が弁財天に演習の無事を祈ったが、現在は周辺の都市化が行われたため清水は湧き出していない。

### 皇太子裕仁親王殿下駐駕（ちゅうが）所
昭和天皇がまだ皇太子であった1926年（大正15年）に八柱演習場で行われた陸軍工兵学校の演習を見るために行啓したことを示す石碑が建立されている。題字の揮毫は陸軍元帥上原勇作、文は陸軍工兵学校長若山善太郎少将、現在の「東京靴流通センター 松戸稔台店」の裏手、稔台7-10-2に所在。

### 稔台遺跡
稔台四丁目付近に点在する遺跡群。近隣に河原塚古墳があることからも、古代より人が居住していた地域であったことが窺える。稔台遺跡で出土した甕（弥生土器）が松戸市立博物館で展示されたことがある。松戸に人が住み始めたのは約3万年前、旧石器時代と言われ、縄文時代(1万3000年前から2300年前)には台地の下まで海が入り込み、全国的にも有名な幸田(こうで)貝塚を始めとして100を越える遺跡が確認されている。

#### 遺構概要
包含地。 県報（旧石器-石器集中1/弥生-住居2/古墳-住居3/平安-住居1/近世-溝3）。 県文化財地図、集落。国分川水系。旧石器+弥生後期+古墳前期-住居+溝+土坑。<立地>台地上。<現況>宅地+畑地。 市調査会報（旧石器-石器集中/弥生-竪穴建物2/古墳-竪穴建物3/平安-竪穴建物1/近世-溝4）。

#### 遺物概要
県報（旧石器-石器/縄文-縄文土器/弥生-弥生土器+土製品3/平安-土器+鉄器2）。 県文化財地図、弥生後期-弥生土器（前野町式）/古墳前期-土師器+土製品+鉄製品。 市調査会報（旧石器-旧石器/縄文（前期〜後期）-縄文土器/弥生後期-弥生土器/弥生-石器/古墳前期-土師器/古墳-鉄器/平安-土師器+鉄器）。

### 鮮魚街道（なまかいどう）
江戸時代には川を使った水運が栄え、銚子沖でとれた魚は夕刻に銚子を出発し、利根川を伝って翌朝に布佐河岸（我孫子市布佐）で陸上げされ、金ヶ作を通り松戸河岸まで馬で運ばれた。再び船で行徳を経て夕方から夜に日本橋に着き、翌朝のせりに出された。この陸送路を鮮魚街道（なまみち）と呼び、輸送される魚は年間500トンにものぼった。稔台の東西を走る千葉県道281号松戸鎌ケ谷線（産業道路）は江戸時代の鮮魚街道（なまかいどう）に重なる。（かっぱ横丁～産業道路～湯楽の里 松戸店から入ったHondaCars西千葉 松戸北店の裏手の道）

## 世帯数と人口
2020年（令和2年）2月28日現在の世帯数と人口は以下の通りである。稔台五丁目・六丁目は主に稔台工業団地が立地しているエリアのため、人家が少なく世帯数が少ない。
| 丁目       | 世帯数    | 人口     |
| ---------- | --------- | -------- |
| 稔台一丁目 | 1,272世帯 | 2,341人  |
| 稔台二丁目 | 1,131世帯 | 2,278人  |
| 稔台三丁目 | 1,221世帯 | 3,006人  |
| 稔台四丁目 | 166世帯   | 436人    |
| 稔台五丁目 | 142世帯   | 314人    |
| 稔台六丁目 | 3世帯     | 3人      |
| 稔台七丁目 | 1,788世帯 | 3,566人  |
| 稔台八丁目 | 704世帯   | 1,449人  |
| 稔台       | 340世帯   | 863人    |
| 計         | 6,767世帯 | 14,256人 |

## 小・中学校の学区
市立小・中学校に通う場合、主な学区は以下の通りとなる。
| 丁目                   | 小学校                 | 中学校               |
| ---------------------- | ---------------------- | -------------------- |
| 稔台一丁目             | 松戸市立稔台小学校     | 松戸市立河原塚中学校 |
| 稔台一丁目             | 松戸市立寒風台小学校   | 松戸市立第六中学校   |
| 稔台二丁目             | 松戸市立稔台小学校     | 松戸市立河原塚中学校 |
| 稔台三丁目             | 松戸市立稔台小学校     | 松戸市立河原塚中学校 |
| 稔台四丁目             | 松戸市立稔台小学校     | 松戸市立河原塚中学校 |
| 松戸市立稔台小学校     |                        | 松戸市立河原塚中学校 |
| 松戸市立和名ヶ谷小学校 |                        | 松戸市立河原塚中学校 |
| 稔台五丁目             | 松戸市立稔台小学校     | 松戸市立河原塚中学校 |
| 稔台五丁目             | 松戸市立和名ヶ谷小学校 | 松戸市立河原塚中学校 |
| 稔台六丁目             | 松戸市立稔台小学校     | 松戸市立河原塚中学校 |
| 稔台六丁目             | 松戸市立和名ヶ谷小学校 | 松戸市立河原塚中学校 |
| 稔台七丁目             | 松戸市立稔台小学校     | 松戸市立河原塚中学校 |
| 稔台八丁目             | 松戸市立稔台小学校     | 松戸市立河原塚中学校 |
| 稔台八丁目             | 松戸市立松ケ丘小学校   | 松戸市立第六中学校   |
| 稔台                   | 松戸市立稔台小学校     | 松戸市立河原塚中学校 |
| 稔台                   | 松戸市立和名ヶ谷小学校 | 松戸市立河原塚中学校 |
| 稔台                   | 松戸市立寒風台小学校   | 松戸市立第六中学校   |

## 関連組織

### 稔台連合町会
稔台の11の町会（稔台第1町会、稔台第2町会、稔台第3町会、稔台第4町会、稔台第5町会、稔台第6町会、稔台第7町会、稔台第8町会、稔台第9町会、稔台第10町会、ティアラシティ町会）の連合組織で構成され、稔台の三大行事の運営、稔台市民センターの管理など、様々な地域貢献活動を行っている。

### 稔台連合町会警防団
通称「稔台警防団」と呼ばれており、町内行事の警備・整理などの任にあたる治安維持組織。警防団員による集団の夜間見回りのほか、パトカー様としたデザインの青色灯の車両によるパトロールなども行っている。

### 稔台工業会
「稔台工業団地」の造成に伴う国有地の払い下げのための母体として昭和37年（1962年）に「稔台工業懇話会」として発足。「稔台工業会」に改称し、工業団地内の異業種交流の場（懇親会、野球大会、納涼会、BBQ、忘年会、新年会、ボウリング大会）を提供するほか、路灯のLED化や防犯カメラの設置をするなど、地域貢献の団体ともなっている。（2020年1月30日現在、53社が所属）

### みのり台一番街商店会
みのり台駅から交差点方面に直進した通り一帯にある昔ながらの商店街。マスコットキャラクターはみのりちゃん。価格破壊の店舗（生活食料品店と八百屋）を中心として賑わっている。

### みのり通り商店会
みのり台駅から線路沿いに東に向かい、稔台1-8-1から入った通り一帯にある昔ながらの商店街。

## 稔台の三大行事

### 「稔台連合町会運動会」（5月）
各町会対抗形式の運動会。参加者には連合町会より昼食のお弁当なども振舞われる。

### 「納涼盆踊り大会」（8月）
稔台連合町会によって稔台小学校校庭にて例年開催されている盆踊り大会。

### 「みのり台ふるさと祭り」（10月）
10月の最初の土曜・日曜に駅前通りの商店街（みのり台一番街商店会）を歩行者天国にして行われる。34人の会員でつくる「稔台睦」が支えており、小さいながらも浅草由来の江戸前の本格的な祭典となっている。使われている神輿は、本社神輿（平成元年 2.6尺辺り 作・行徳 中台製作所 中台祐信）、婦人神輿（昭和58年 1.8尺辺り 作・浅草 宮本宮本卯之助商店 宮本重義）、子供神輿（1.2尺辺り）の三基。この他、曳き山と曳き太鼓が巡行する。松戸駅周辺でおこなわれる「松戸まつり」と同じ日程で開催されるが、「お囃子」「獅子舞」「阿波踊り」「かっぽれ」「津軽三味線」「太鼓演奏」「カラオケ大会」「小学校・中学校のブラスバンド演奏」「幼稚園児による合奏」「ダンススクールによるパフォーマンス」といった非常に盛りだくさんなコンテンツと、各町会・商店街などがリーズナブルな価格設定の模擬店を出店しており、稔台地域外の住民も多数来場して大きく賑わう祭となっている。

## 公共施設
教育
- 松戸市立稔台小学校
- 学校法人明浄学園明和幼稚園

銀行・郵便局
- 東日本銀行松戸支店
- 松戸稔台郵便局

行政
- 稔台市民センター
- 松戸市立図書館稔台分館（稔台市民センター内）
- 松戸警察署稔台交番

その他
- 日本福音ルーテル稔台教会

## 商業施設
主要なもののみ記載。
- TAIRAYA みのり台店（稔台一丁目）
- ヤオコー 松戸稔台店（稔台五丁目）
- マツモトキヨシ みのり台店（稔台七丁目）
- ドラッグセイムス 稔台店（稔台五丁目）
- 東京靴流通センター 松戸稔台店（稔台七丁目）

## 稔台工業団地
松戸市では、近代都市に必要な産業構成をつくるため、1960年（昭和35年）から1970年（昭和45年）まで、松戸市内に内陸工業団地を造成し、「煙を出さない公害のない工業」を条件に企業を誘致し、工業の集積を図った。松戸市内の３つの内陸工業団地のうちのひとつが稔台工業団地であり、稔台域内に立地している。
団地内に事業所を持つ主な企業は以下の通り。
- 澁澤倉庫株式会社（稔台六丁目）
- 株式会社レゾナック（稔台五丁目）
- タイヘイ株式会社（稔台六丁目）
- 戸田建設株式会社（稔台五丁目）
- 株式会社メリーチョコレートカムパニー（稔台六丁目）
- 株式会社吉野工業所（稔台六丁目）
- 株式会社LIXILトータルサービス（稔台五丁目）

工業団地内の交流の場として「稔台工業会」が存在し、2020年1月30日現在、53社が所属している。
※メリーチョコレートカムパニー松戸工場が、第6回松戸市景観表彰（平成28年度）の建築物・工作物部門において松戸景観優秀賞、第9回松戸市景観表彰（令和3年度）の建築物・工作物部門（屋外広告物）において「シンプルかつ工夫のある看板表現により、地域および景観への配慮を行っていること」を評価され、景観奨励賞。

### かっぱ横丁
みのり台駅から線路沿いに延びる「かっぱ横丁」は、かつて日本の高度経済成長期に稔台工業団地の労働者の利用する飲み屋街として賑わった。江戸時代は鮮魚街道（なまかいどう）と呼ばれた旧道である。

## 交通

### 鉄道
京成電鉄松戸線が通るが駅は置かれていない。域外の松戸新田駅・みのり台駅・八柱駅が利用できる。

### バス
松戸新京成バスが走っている。

### 道路
- 千葉県道281号松戸鎌ケ谷線
- まてばしい通り